# Padilla glauca
Padilla glauca är en spindelart som beskrevs av Simon 1900. Padilla glauca ingår i släktet Padilla och familjen hoppspindlar. Inga underarter finns listade i Catalogue of Life.